# دوري هونغ كونغ لكرة القدم 1966–67
دوري هونغ كونغ لكرة القدم 1966–67 هو الموسم 22 من دوري هونغ كونغ لكرة القدم ‏. كان عدد الأندية المشاركة فيه 12، وفاز فيه KMB Football Team ‏.